# Bătălia de la Panium
Bătălia de la Panium (greacă: Πάνειον) s-a dat în 200 î.Hr. între Imperiul Seleucid și Egiptul Ptolemeic. 
Seleucizii au fost conduși de către Antioh al III-lea cel Mare, în timp ce armata lui Ptolemeu a fost condusă de Scopas din Etolia. Detalii despre această bătălie, nu sunt clare, dar este cunoscut astăzi ca factorul cel mai important în victoria seleucidă a fost că armata seleucidă a utilizat catafracta într-un mod decisiv. Catafracta a atacat cavaleria egipteană pe flancuri și a condus cavaleria în spatele infanteriei inamice. Catafracta seleucidă a atacat apoi infanteria lor în spate.